# Joachim Mickwitz
Joachim Mickwitz är en finlandssvensk historiker född 1962, docent vid Helsingfors universitet. Han publicerade 1995 doktorsavhandlingen Folkbildning, företag, propaganda - finsk icke-fiktiv film på det fält där nationell propaganda skapades under mellankrigstiden. Därefter har han publicerat böckerna På vakt i öster 4, tillsammans med Jyrki Paaskoski 2004, och Finskt krig – svenskt arv, med Tom Gullberg och Nils Erik Forsgård 2008.
Mickwitz har vidare publicerat ett flertal artiklar om kontakter i Östersjöregionen under 1700-talet, redigerat ett antal historiska verk - suttit i redaktionsrådet för Uppslagsverket Finland - och producerat program för TV.
Prisbelönt av Svenska litteratursällskapet 1996.